# Romundina stellina
Romundina stellina es una especie extinta de placodermo de la familia Palaeacanthaspidae que vivió durante el Devónico Inferior en Canadá. Un análisis filogenético y morfológico realizado por Dupret et al. (2014) sugiere que está relacionado con miembros basales del clado Arthrodira.